# Pieve Torina
Pieve Torina es una localidad y comune italiana de la provincia de Macerata, región de las Marcas, con 1484 habitantes.

## Evolución demográfica
| Gráfica de evolución demográfica de Pieve Torina entre 1861 y 2001 |
|                                                                    |
| Fuente ISTAT - elaboración gráfica de Wikipedia                    |